# Xavier Pérez
Xavier Pérez (ur. 15 stycznia 1968 w Les Escaldes) – andorski kolarz, olimpijczyk. Brał udział w igrzyskach w roku 1988 (Seul) i 1992 (Barcelona). Nie zdobył żadnych medali. Młodszy brat Emilego Péreza, również kolarza.

## Letnie Igrzyska Olimpijskie 1988 w Seulu
| Konkurencja                | Czas    | Miejsce |
| -------------------------- | ------- | ------- |
| Wyścig ze startu wspólnego | 4-32:56 | 59.     |

## Letnie Igrzyska Olimpijskie 1992 w Barcelonie
| Konkurencja                | Czas    | Miejsce |
| -------------------------- | ------- | ------- |
| Wyścig ze startu wspólnego | 4-35:56 | 31.     |